# Rotterdam AD Toernooi
Het Rotterdam AD Toernooi  was een jaarlijks terugkerend Nederlands voetbaltoernooi in Rotterdam. Het toernooi werd georganiseerd tussen 1978 en 1991. De organisator en tevens enige vaste deelnemer Feyenoord won het toernooi zeven keer en zeven andere clubs wonnen alle één keer de beker.

## Opzet
Vanaf 1978 tot en met 1982 werd er gespeeld in een knock-outsysteem. De winnaar van de eerste wedstrijd speelde tegen de winnaar van de tweede wedstrijd in de finale. De verliezers speelden vervolgens nog om de derde plaats.
Vanaf 1983 werd er gespeeld in een poulefase. Bij winst kreeg men 3 punten, bij een gelijk spel 2 punten en bij verlies kreeg het verliezende team alsnog 1 punt. Een elftal dat de eerste wedstrijd zou verliezen, maakte aldus nog steeds kans op het winnen van het toernooi.

## Winnaars
| Jaar | Winnaar          |
| ---- | ---------------- |
| 1978 | Feyenoord        |
| 1979 | Feyenoord        |
| 1980 | Southampton FC   |
| 1981 | Celtic FC        |
| 1982 | Feyenoord        |
| 1983 | Hamburger SV     |
| 1984 | Feyenoord        |
| 1985 | Grêmio           |
| 1986 | Werder Bremen    |
| 1987 | Standard Luik    |
| 1988 | Feyenoord        |
| 1989 | Feyenoord        |
| 1990 | Feyenoord        |
| 1991 | Dinamo Boekarest |